# 4713 v. Chr.
Der 1. Januar des Jahres 4713 v. Chr. (bzw. −4712), 12 Uhr Mittags stellt den Nullpunkt der astronomischen Zeitskala Julianisches Datum (JD) dar.
Diese fortlaufende Tageszählung wird in der Astronomie und in der Geodäsie verwendet. Das Jahr wurde von Joseph Justus Scaliger 1583 als gemeinsamer Nullpunkt von römischer Indiktion (Steuerkalender), goldener Zahl (Osterdatum) und dem Sonnenzyklus (Solarkalender) vorgeschlagen (siehe den Abschnitt Geschichte des julianischen Datums). Diesem konkreten Datum ist heute kein Ereignis zugeordnet, das für die Astronomie relevant wäre.
Historische Ereignisse in diesem Jahr sind bisher nicht bekannt.